# Unterrichtsstörungen in der Schule
Unter einer Unterrichtsstörung versteht man Verhaltensweisen und Ereignisse, die den Ablauf des Unterrichts in der Schule durch Ablenkung schaden oder diesen dadurch unterbrechen. Sie rufen häufig kritische oder unangenehme Situationen hervor, die für eine Lehrkraft oftmals zeit- und energieaufwändig sind und den Lernerfolg der Schüler negativ beeinflussen. Damit man solche Situationen vermeiden kann, setzt sich die Didaktik wissenschaftlich mit dem Thema auseinander, um präventive und intervenierende Maßnahmen ergreifen zu können.

## Definition
In früheren Tagen wurden die Begriffe „Disziplinschwierigkeit“ oder „Verhaltensstörungen“ verwendet, um das Phänomen „Unterrichtsstörung“ zu beschreiben. Die Problematik dieser beiden Begriffe liegt darin, dass sie die Komplexität von Unterrichtsstörungen nicht erfassen. Störungen sind auf den betroffenen Schüler ausgerichtet und beinhalten eine Reihe von verursachenden Faktoren. Wenn von Unterrichtsstörungen die Rede ist, wird sowohl im Schulalltag als auch in wissenschaftlichen Diskursen von einer Vielzahl verschiedener Ereignisse gesprochen.
Gert Lohmann definiert Unterrichtsstörungen folgendermaßen: „Unterrichtsstörungen sind Ereignisse, die den Lehr-Lern-Prozess beeinträchtigen, unterbrechen oder unmöglich machen, indem sie die Voraussetzungen, unter denen Lehren oder Lernen erst stattfinden kann, teilweise oder ganz außer Kraft setzen.“ Störungen können sowohl von Schülerinnen und Schülern als auch von Lehrkräften ausgelöst und von außen (zum Beispiel durch Zurufe, Herumbrüllen oder Hektik) beeinträchtigt werden. Sie werden bewusst oder unbewusst verursacht und von beiden Seiten unterschiedlich wahrgenommen. Die unterschiedlichen Erwartungen und Bewertungen von Störungen steuern das Konfliktpotenzial. Zudem wird darauf hingewiesen, dass Unterrichtsstörungen als ein unvermeidbarer Bestandteil von Unterricht gesehen werden.
Felicitas Thiel definiert Störungen als „soziale Ereignisse, die Lernen im Unterricht mehr oder weniger stark beeinträchtigen.“ Die Autorin betont, dass Unterrichtsstörungen sowohl von Schülerinnen und Schülern als auch von Lehrerinnen und Lehrern ausgelöst werden können. Für das Auftreten von Unterrichtsstörungen sind vielfältige und unterschiedliche Faktoren verantwortlich.

## Arten

### Unterrichtsstörungen durch den Schüler
Thomas Lutz nennt in seiner Monografie „Unterrichtsstörungen mit System begegnen“ folgenden Arten von Unterrichtsstörungen:
- Verbales Störverhalten (z. B. Gespräche mit Nachbarn, Streitigkeiten, Zwischenrufe, Schreien/vorlautes Verhalten, Geräusche machen (Singen, Schnalzen, unartikulierte Laute), negative Bemerkungen/Kommentare)

- Motorische Unruhe (z. B. Schaukelbewegungen, mit Stuhl kippeln, mit Füßen scharren, Herumlaufen, Spielen mit Arbeitsmitteln, Gegenstände/Finger in den Mund nehmen)

- Aggressives Verhalten (z. B. Mitschüler beschimpfen, beleidigen, bedrohen, angreifen (puffen, stoßen, treten), Wutausbruch, Arbeitsmittel wegnehmen, fremde Sachen beschädigen oder zerstören)

- Provokationen (z. B. Aufgaben oder Anordnungen verweigern, Mitarbeit unter Protest einstellen, Lehrer herausfordern und kritisieren, Sich-Lustig-Machen über „Fehler“)

- Geringe Mitarbeit (z. B. Fehlende Aufgaben und Materialien, Unaufmerksamkeit, Desinteresse, geistige Abwesenheit, Nebenbeschäftigungen)[4]

Auch Eder, Fartacek und Mayr nehmen eine ähnliche Auswahl vor. Bei ihrer Aufzählung finden sich nahezu die gleichen Begrifflichkeiten (mit Ausnahme der Provokationen).

### Unterrichtsstörungen durch die Lehrkraft
Laut Gert Lohmann gibt es neben dem Fehlverhalten der Schüler aber auch Störungen, die durch den Lehrer selbst ausgelöst werden. Diese lassen sich in die drei Bereiche unterteilen:
- Beziehungs- und Kommunikationsebene (z. B. Launenhaftigkeit, negative Ausstrahlung, Respektlosigkeit, fehlender Humor),

- Unterricht (z. B. geringe Motivation und Kooperation, unklare Aufgabenstellungen, methodische Monotonie, Über- und Unterforderung von Schülern),

- Verhaltenskontrolle (z. B. Ignorieren von Störungen, inkonsequente und inkonsistente Reaktionen auf Störungen)

### Unterrichtsstörungen aufgrund von äußeren Einflüssen
Äußere Unterrichtsstörungen können unter anderem sein:
- Lärm außerhalb des Klassenraums

- das Wetter

- unangemeldete Besucher während des Unterrichts[2]

### Unterteilung nach Rainer Wensing
Rainer Wensing führt in dem Sammelwerk Unterrichtstörungen souverän meistern noch einmal eine andere Kategorisierung von Unterrichtsstörungen auf. So existieren laut ihm:
- physikalische Beeinträchtigungen (z. B. Kälte oder Hitze)

- persönliche Beeinträchtigungen (z. B. Schüler vergisst Brille oder fühlt sich unwohl)

- soziale Beeinträchtigungen (z. B. Gespräche innerhalb der Klasse)

- schwelende Problem- und Konfliktlagen (z. B. Streit von Schülern in der Pause)

- Beeinträchtigungen der praktischen Unterrichtsdurchführung (z. B. fehlendes Lehrmaterial)

- weitere leichte Reibungsverluste durch nicht vorhersehbare Einflüsse[6]

## Ursachen
Die Gründe für das Auftreten von Unterrichtsstörungen können sowohl bei der Lehrkraft als auch beim betroffenen Schüler oder bei der betroffenen Schülerin sowie in der Gesellschaft liegen.

### Gesellschaftliche Ursachen
Die Schule sollte nicht als geschlossenes System betrachtet werden, sondern als ein fester Bestandteil der Gesellschaft. Die Gesellschaft ist Veränderungen und Eingriffen unterlegen, die sich auch auf den einzelnen Schüler auswirken.
Beeinflussung durch die Familiensituation
Die ursprüngliche Aufgabe der Eltern und Erziehungsberechtigten, ihr Kind bei dem Erwerb von Sozialkompetenzen wie Umgangsformen oder Konzentrationsfähigkeit zu unterstützen, wurde im Verlaufe der Geschichte immer mehr durch das Bildungssystem institutionalisiert. Zudem treffen in der Schule viele Kinder aus Familien mit unterschiedlichen finanziellen, sozialen und kulturellen Hintergründen aufeinander, die für Konflikte sorgen können.
In bildungsfernen und sozialschwächeren Schichten können finanzielle und soziale Probleme die Kindererziehung erschweren. Die betroffenen Eltern glauben nicht, dass mithilfe von Bildung ein sozialer Aufstieg möglich ist, und haben auch deswegen einen negativen Eindruck von dem Schulsystem. Unterrichtsstörungen wie unpünktliches Erscheinen oder der Verzicht auf Elterngespräche können in diesem Kontext als Folge von schwerwiegenden Defiziten im Elternhaus betrachtet werden.
In der Mittelschicht sind beide Seiten vertreten. Kinder werden von den Eltern gezielt gefördert, um einen möglichen sozialen Abstieg zu vermeiden. Jedoch gibt es auch eine eher phlegmatische Seite, die nicht daran glaubt, dass ein guter Schulabschluss gleichzeitig den Arbeitsplatz und somit die zukünftige Existenz sichern kann. Unterrichtsstörungen werden dabei als nebensächlich betrachtet, die nicht mit böser Absicht ausgelöst werden.
Die Oberschicht hingegen macht sich Gedanken darüber, ob der Lehrer oder die Lehrerin den eigenen Ansprüchen gerecht werden kann. Dabei ist ein Trend zur Wahl von Privatschulen erkennbar. Außerdem leiden die betroffenen Kinder häufig unter Erfolgs- und Leistungsdruck und stören durch arrogantes Verhalten oder mangelnde Wertschätzung den Unterricht.
Anstieg von Habituskonflikten
Einzelne Bildungsschichten entwickeln jeweils eigenständige Denk- oder Verhaltensweisen, die sich auf den Unterrichtsverlauf auswirken können. Angehörige der verschiedenen Milieus reagieren beispielsweise mit Sticheleien oder Herabwürdigungen, wenn sie merken, dass das Gegenüber aus einer niedrigeren Schicht stammt. In diesem Fall ist der Lehrer dafür verantwortlich, die Konflikte zwischen den Gesellschaftsschichten zu neutralisieren und auf die spezifischen Gewohnheiten der jeweiligen Schicht souverän zu reagieren.
Expansion der Jugendkultur
Das Eindringen von jugendsprachlichen (Kraft-)Ausdrücken in die Standardsprache sowie die Auflockerung von Umgangsformen und Kleidungsstil gelten als Zeichen für die Expansion der Jugendkultur. Die resultierenden Spannungen können zu einem erschwerten Verhältnis zwischen den Generationen führen und dadurch eine dauerhafte Quelle für Unterrichtsstörungen darstellen.
Verletzung von Standards der Zivilisation
Zur Normalität gewordene Standards werden nicht mehr hinterfragt oder reflektiert, sondern ohne Diskussionen hingenommen. Wer diese Standards im Unterricht ignoriert, wie beispielsweise das Rülpsen oder Schmatzen, erzielt oft stärkere Unterrichtsstörungen als Zwischenrufe. Besonders bei Lehrkräften aus höheren Bildungsschichten kann dieser Umstand zu Ekelgefühlen oder Verachtung führen.
Ruhemangel
Ein Mangel an Ruhe kann sowohl äußerlich als auch innerlich auftreten. Besonders in den Mittelschichten steht die Gestaltung der Freizeit unter einem hohen Reglementierungsdruck. Schülerinnen und Schüler, die zu sehr an schulische oder außerschulische Verpflichtungen gebunden sind, wirken im Unterricht oft nervös und ungeduldig. Dadurch wird eine innere Unruhe erzeugt, die häufige und kleine Störungen im Unterricht zur Folge hat.
Perspektivlosigkeit
Häufig wird der Unterricht von Schülern gestört, die sowohl objektiv als auch subjektiv keine Perspektive besitzen. Die betroffenen Schüler sehen das Bildungssystem nicht als Chance zur Verbesserung ihrer Lage, sondern als einen Ort, der die Wirtschaftsordnung widerspiegelt und nur höchste Bildungsqualifikationen hervorrufen soll. Besonders Schüler der Mittelschule sind von dieser Denkweise betroffen, da sie bereits im Voraus resignieren und sich nicht als Individuum in der Gesellschaft wahrgenommen fühlen.

### Der Lehrer als Ursache für Unterrichtsstörungen
Neben gesellschaftlichen Gründen ist der Lehrer ein Faktor für die Entstehung von Unterrichtsstörungen. Grundsätzlich sollte beachtet werden, dass jeder Schüler ein Mindestmaß an eigener Lebensgestaltung besitzt. Diese individuelle Gestaltung hat zur Folge, dass automatisch ein Grundpegel an Störungen zugelassen wird, der durch individuelle Äußerungen zur Gestaltung der Freizeit oder des kommenden Wochenendes zum Vorschein kommt. Demnach haben Störungen einen gewissen Grad an Normalität vorzuweisen.
Mangelhafte Verlässlichkeit und Selbstdisziplin
Darunter ist zu verstehen, dass die Lehrkraft beispielsweise unpünktlich zum Unterricht oder zu Elterngesprächen erscheint. Auch Absprachen mit Schülerinnen und Schülern, die nicht eingehalten werden, können Unterrichtsstörungen hervorrufen.
Fehlende Struktur und Routine
Eine dauerhaft schlechte Vorbereitung führt zu mangelnder Sicherheit und Struktur im Unterrichtsablauf. Eine fehlende Struktur im Schulalltag hemmt den Unterrichtsfluss und begünstigt die Entstehung von Zwischenrufen oder anderen Störungsvarianten. Zudem fehlt es Lehrkräften häufig am Überblick innerhalb des Klassenraums, wodurch Störungen zu spät erkannt werden. Betroffen sind auch Lehrkräfte, die in ihren eigenen Fächern noch keine Routine entwickeln konnten oder ein fremdes Fach unterrichten müssen.
Fehlende Aktivierung, Abwechslung und intellektuelle Herausforderung
Neben dem Fehlen des Gruppenfokus werden Unterrichtsstörungen auch von fehlender Aktivierung der Klasse verursacht. Besonders bei lehrerzentriertem Unterricht haben schwache Schüler Nachteile und langweilen sich schneller. Ebenso ist eine nicht vorhandene Abwechslung der Methoden und Inhalte sowie eine ebenfalls fehlende intellektuelle Herausforderung für Unterrichtsstörungen verantwortlich.
Fehlende Transparenz
Um einen reibungslosen Unterricht ermöglichen zu können, soll Transparenz bezüglich der Lernziele geschaffen werden. Dadurch wird die Motivation der Schülerinnen und Schüler gesteigert, die sich gleichzeitig weniger mit unterrichtsfernen Dingen beschäftigen.
Unerfahrenheit im Umgang mit Störungen und Konflikten
Im häufigsten Fall müssen Lehrkräfte den souveränen Umgang mit Störungen oder Konflikten lernen. Dabei sollen sowohl die eigenen Handlungsmuster als auch die der Schülerinnen und Schüler hinterfragt und reflektiert werden.
Fehlendes Durchsetzungsvermögen und mangelnde Erziehungsbereitschaft
Inkonsequentes Verhalten im Umgang mit Schülern kann dauerhafte Störungen im Unterricht verursachen. Werden beispielsweise Klassenregeln aufgestellt, welche von der Lehrkraft nicht eingefordert werden, nimmt die Unglaubwürdigkeit zu. Mangelnde Bereitschaft zur Erziehung des Kindes verletzt in einem gewissen Maß die eigene Pflicht gegenüber seinen Schutzbefohlenen.
Nicht reflektierte Körpersprache
Die Körpersprache einer Lehrkraft erzeugt Signale, die von der Klasse gedeutet oder missdeutet werden. Sie kann darüber entscheiden, ob beispielsweise eine Ermahnung die entsprechende Wirkung erzielen kann.
Fehlende Wertschätzung des Gegenübers
Schülerinnen und Schüler erleben in ihrer Entwicklung verschiedene soziale Gruppen, in denen Wertschätzung und gegenseitiger Respekt unterschiedlich gelebt wird. Häufig benötigen sie ein Modell, an dem sich das eigene Handeln orientieren soll. Dieses Modell stellt die Lehrkraft dar. Mangelnder Respekt oder Wertschätzung kann dazu führen, dass Fehlverhalten im Unterricht ignoriert wird und Störungen kaum mehr aufgehalten werden können.
Nicht funktionierende Regelsysteme
Regeln dienen dazu, in gesellschaftlichen Systemen wie der Schule einen Rahmen zu bilden. Wenn diese zu kompliziert oder in übermäßiger Weise eingesetzt werden, besteht die Gefahr, dass Regeln irrelevant werden und die Konsequenzen aus dem Fehlverhalten nicht gezogen werden.

### Unterrichtsstörungen aus der Sicht des Schülers
Seelische Prozesse sind häufig als Auslöser für verschiedene Formen von Unterrichtsstörungen verantwortlich. Die Problematik besteht darin, dass die Lehrkraft von außen nur schwer beobachten kann, ob psychische Probleme vorliegen. Mithilfe von Indikatoren oder Hinweisreizen können Anzeichen von psychischen Ursachen entnommen werden. Um die Ursachen im psychischen Bereich zu klären, wird empfohlen, genauere Beobachtungen sowie das Erforschen des Schülerverhaltens und Situationsbeschreibungen zu veranlassen. Zudem können Fachkräfte von außen hinzugezogen werden, die das Gesamtbild komplettieren. Auch Mobbing in der Schule kann zu Unterrichtsstörungen führen.
Ursachen für ‚gesunde‘ Störungen
‚Gesunde‘ Störungen liegen vor, wenn keine von der Norm abweichenden Faktoren für eine Störung des Unterrichts zu erkennen sind. Als häufigste Ursachen werden folgende Punkte aufgelistet:
- Langeweile

- Stress, Ermüdung und Belastungserscheinungen
- Anerkennung und Wertschätzung durch Mitschüler und Beachtung des Lehrers als „Klassenclown“[8]

- Konzentrations- und Aufmerksamkeitsverluste

- altersgruppenspezifische Entwicklungserscheinungen

- Vorurteile gegenüber Schule, Lehrern und dem Bildungssystem

- situativ und sozial bedingte Beziehungsstörungen

- persönliche Konflikte oder Probleme des Schülers

- Hintergrundprobleme, die aus dem Familienumfeld stammen

Es wird empfohlen, bereits in der Störungssituation zu reflektieren, da die Unterrichtsstörung aus normalen Lebensumständen heraus entsteht. Häufig ist das menschliche Miteinander wichtiger als das Unterrichtsgeschehen. Diese Umstände sollten bei der Situationsbeurteilung berücksichtigt und von der Lehrkraft entsprechend eingeschätzt werden.
Ursachen für ‚krankhafte‘ Störungen
Eine ‚krankhafte‘ Störung resultiert aus überdurchschnittlichen Normabweichungen und kann bei einem erfolgreichen Stören des Unterrichts zu Wiederholungen führen. Die häufigsten Ursachen gibt es im Bereich des Erlebens und Verhaltens zu finden:
- Entwicklungsverzögerungen

- Anpassungsstörungen, die länger andauern

- chronifizierte Störungen des Erlebens und Verhaltens

- Störungen der Persönlichkeit

- Traumatisierungen in der Vergangenheit

Es wird empfohlen, die Diagnose über eine ‚krankhafte‘ Störung mit einem Fachmann abzustimmen. Dabei kann die ICD-10, eine internationale Klassifizierung von Krankheiten, helfen, die Störung sorgfältig zu differenzieren.

## Prävention
Häufig können Störungen im Unterricht bereits im Vorfeld auf ein Minimum gesenkt werden. Präventionsmaßnahmen sind dann erfolgreich, wenn sowohl über das Schulsystem als auch über die eigene Person nachgedacht wird.

### Veränderungen in der Schule
Berücksichtigung interner Prozesse und rationaler Umgang mit äußeren Anforderungen
Es wird empfohlen, mit äußeren Anforderungen in einem sinnvollen Rahmen umzugehen und interne Prozesse zu berücksichtigen. Unter äußeren Anforderungen sind zum Beispiel Wechsel im Kollegium, Umstrukturierungen in der Schuleingangsphase oder Druck durch externe Evaluationen zu verstehen. Interne Prozesse sind beispielsweise Handlungsroutinen zum Thema Unterrichtsstörungen sowie einheitliche Regelungen der Schulordnung oder auf dem Pausenhof. Diese Faktoren sollten bei der Entstehung von Unterrichtsstörungen berücksichtigt und entsprechend sensibel behandelt werden (vgl. Rattay 2011: 24).
Gestaltung eines angenehmen Schulklimas
Weiterhin kann ein angenehmes Schulklima hilfreich sein, um präventiv gegen Störungen vorzugehen. Dadurch können Eigenschaften wie Wertschätzung oder gegenseitiger Respekt gefördert werden. Schüler, die sich sowohl emotional als auch physisch wohl fühlen und die Klassenkameraden schätzen, stören den Unterricht deutlich weniger.
Kooperationsformen im Lehrerkollegium
Das Kollegium übernimmt insofern eine wichtige Rolle, da in diesem Rahmen gemeinsame Regeln, Wertesysteme und Erziehungsregeln aufgestellt werden. Gemeinsam erarbeitete und angewendete Grundregeln und Routinen zum Thema Unterrichtsstörungen können dafür sorgen, dass Störungen souveräner, schneller und reibungsloser behandelt werden. Dafür sollte sowohl eine gute Zusammenarbeit als auch das Aushandeln von gemeinsamen Erziehungszielen und das Einigen auf Grundregeln von der Schulleitung angestrebt werden.

### Präventives Lehrerverhalten
Nicht nur mithilfe eines angenehmen Schulklimas oder einer funktionierenden Kooperation innerhalb des Kollegiums kann Unterrichtsstörungen präventiv begegnet werden. Auch die eigene Art, eine Klasse zu führen, kann Störungen und deren Ausweitung unterbinden. Demnach haben präventive Maßnahmen einen stärkeren Einfluss als reaktive Maßnahmen. Es gibt vier Strategien, die sich als Präventionsstrategie anwenden lassen:
1. Präsenz und Allgegenwart des Lehrers
2. Unterrichtsfluss sowie Reibungslosigkeit im Alltag
3. Aktivierung des Gruppenfokus
4. Vermeidung von Überdruss und Einrichten von Abwechslung und Herausforderungen
Neben diesen Strategien kann die Lehrkraft durch weitere Maßnahmen Unterrichtsstörungen im Vorfeld minimieren.
Organisation im Klassenzimmer
Die Sitzordnung kann einen großen Einfluss auf die Anfälligkeit von Störungen im Unterricht haben. Auffällige Schülerinnen oder Schüler sollten so platziert werden, dass sie stets im Auge behalten werden. Zudem können diese mithilfe von körperlicher Nähe schnell beruhigt werden. Damit fällt das Eingreifen in Störungsfällen leichter. Auch die Gestaltung des Klassenzimmers kann Unterrichtsstörungen beeinflussen. Die Atmosphäre im Raum wirkt sich auf das Klassenklima aus und sollte deshalb entsprechend angenehm für die Schülerinnen und Schüler gestaltet werden. Dabei wird ein gesundes Mittelmaß gefordert, um Reizüberflutungen zu vermeiden.
Konsequenzen und Regeln
Die Regeln sollten von der Lehrkraft altersgemäß und sinnvoll eingeführt werden. Wichtig sind auch die konsequente Einhaltung und Anwendung. Die Lehrkraft steht in der Verantwortung, den Regeln gerecht zu werden und sich der Erziehungsfunktion zu stellen.
Leitung und Gestaltung des Unterrichts
Eine gute Kommunikationsfähigkeit sowie das Anwenden von sinnvollen Handlungsmöglichkeiten stellen Unterrichtsstörungen häufig schon kurz nach dem Eintreten in der Klasse ab. Der Gruppenfokus sollte aufrechterhalten und Blickkontakt mit der Klasse gehalten werden, um Störungen bereits im Ansatz erkennen zu können. Außerdem kann der richtige Umgang mit Lob und Kritik, besonders bei verhaltensauffälligen Schülerinnen oder Schülern, zu einem störungsfreien Verhalten führen. Zur Gestaltung des Unterrichts tragen außerdem die Körpersprache sowie das Einführen von Ritualen bei. Das Anwenden der genannten Teilaspekte kann einen wichtigen Teil zur Prävention von Unterrichtsstörungen beitragen.
Selbstreflexion
Das Hinterfragen des eigenen Verhaltens ist wichtig, um sich darüber klar zu werden, welche Methoden oder Präventionsstrategien im Unterricht funktionieren und in welchen Bereichen Veränderungen angestrebt werden sollten. Dafür können beispielsweise Checklisten genutzt werden.

### Fortbildung von Lehrkräften
Beim Umgang mit Unterrichtsstörungen spielen sowohl die Konsequenz als auch die Einheitlichkeit des Lehrerverhaltens eine große Rolle. Deshalb sollte das Lehrerkollegium auf einen einheitlichen Stand gebracht werden, um sowohl präventiv als auch intervenierend auf Störungen zu reagieren. In der Regel eignen sich für diesen Zweck schulinterne Fortbildungen, die mehrere Ziele verfolgen. Zum einen soll ein gemeinsamer Kenntnisstand erreicht werden. Zum anderen empfiehlt es sich, einheitliche Vorgehensweisen festzulegen, in denen Zuständigkeiten oder Eskalationsstufen geklärt werden. Auch eine Verbesserung der gegenseitigen Beratung bzw. des Austausches von Kollegen und das Einüben von konkretem Handeln in der Praxis sollte im Rahmen dieser Fortbildungen thematisiert werden. Dadurch können Lehrkräfte besser für Störungen sensibilisiert werden und diese im Vorfeld schneller erkennen bzw. beseitigen.

### Individuelles Coaching
Darunter ist das gezielte Fördern von betroffenen Schülerinnen und Schülern nach kognitiven oder sozial-emotionalen Aspekten zu verstehen. Es kann helfen, die Schüler-Lehrer-Beziehung zu stärken und sowohl den Kommunikations- als auch den Reflexionsprozess bei auftretenden Störungen im Unterricht zu fördern. Coaching dient weiterhin der Unterstützung in schwierigen Lebenslagen und ist eine wichtige Unterstützung für die Entwicklung der Schülerinnen und Schüler.
Die dargestellten Präventionsmaßnahmen werden auch in anderen Werken thematisiert. In der Monografie „Störungen in der Schulklasse“ von Hans-Peter Nolting werden die bereits erwähnten Strategien zur Prävention von Unterrichtsstörungen bestätigt. Anders als die Autoren zuvor differenziert er weniger ausführlich. Er erwähnt die Einführung von Regeln und die Organisation des Unterrichts und macht deutlich, dass beide Ebenen ein wichtiger Bestandteil von störungsfreiem Unterricht sind.
Außerdem kann Prävention mithilfe von Aktivierung erfolgen. Dabei wird möglichst die ganze Klasse einbezogen und auf eine lebendige Stimme bzw. Mimik und Gestik geachtet. Fragen sollten außerdem erkennbar an die ganze Klasse gerichtet und klare Aufträge formuliert werden. Weiterhin können Unterrichtsstörungen mithilfe eines gelingenden Unterrichtsflusses vermieden werden, indem der Unterricht vorher gut organisiert wurde und zügig von einer Aktivität zur anderen gewechselt wird. Außerdem hebt Nolting die Wichtigkeit von Präsenz- und Stoppsignalen hervor. Dabei können Störer durch körperliche Nähe oder kurze Stoppsignale wie Blicke oder Handbewegungen besänftigt werden.

## Interventionsmöglichkeiten
Tritt im Unterricht ein Störverhalten auf, so muss zu aller erst geklärt werden, wie schwerwiegend dieses ist, da sich die jeweilige Lehrerintervention danach richtet. Zudem sind aber auch die situativen Begleitumstände zu berücksichtigen. Auch wenn eine eindeutige Trennung solcher Situationen im Schulalltag oft nur schwer möglich ist, kann das folgende Stufenschema ein guter Anhaltspunkt für das richtige Lehrerverhalten sein.

### Strategie A
Diese Strategie kann in vielen der im Unterricht auftretenden Störungen eingesetzt werden und somit als Basisstrategie bezeichnet werden. Beispielhafte Situationen können dabei Zwischenrufe oder simple Gespräche zwischen Schülern sein. In solchen Fällen muss nicht immer zwingend auf die Störung eingegangen werden. Erst wenn das Fehlverhalten nicht mehr ignoriert werden kann, muss die jeweilige Reaktion der Lehrkraft erfolgen. Hierbei ist darauf zu achten, dass so schnell wie möglich wieder zum normalen Unterricht zurückkehrt wird, damit nicht allzu viel Lernzeit verloren geht. Deswegen soll eine Ermahnung zwar klar und eindeutig sein, jedoch auch höflich bleiben. Außerdem sollte dabei deutlich werden, dass man sich nur auf den Regelverstoß bezieht, nicht aber auf den Schüler selbst.
Präsenz- und Stopp-Signale
- Verwendung von visuellen und akustischen Signalen

- Variieren der Stimmhöhe oder Redepause

- Schüler ansehen und mit Mimik auf das Fehlverhalten hinweisen, z. B.: Finger an die Lippen

Entspannende und lösungsorientierte Impulse
- Ich-Botschaften über eigenes Befinden, z. B.: Bei dieser Lautstärke kann ich mich nicht ausreichend konzentrieren, um den Unterricht fortzusetzen.

- Verständnis für Störverhalten aufbringen, z. B.: Ich kann verstehen, dass ihr um diese Uhrzeit schon recht müde seid, aber ...

- Störende Schüler in den Unterricht mit einbeziehen, z. B.: durch Fragen

### Strategie B
Diese Strategie findet bei hartnäckigem Störverhalten oder dauerhaften Problemen Anwendung. In diesen Situationen reagieren Lehrer oft impulsiv, was jedoch vermieden werden sollte. Vielmehr ist hierbei eine kontrollierte und sachliche Haltung von Vorteil.
Denn hinter Störungen befindet sich oft ein bestimmtes Motiv, welches für den Schüler von Bedeutung ist. (z. B.: Aufmerksamkeit, Anerkennung, Wut, Überforderung, ...)
Störungen können demnach als missglückte Versuche angesehen werden, das persönliche Befinden mitzuteilen, weil für die jeweilige Situation kein passenderes Verhalten vorhanden ist.
Störungsanalyse
Bei dieser Methode macht sich die Lehrkraft noch einmal bewusst, was genau passiert ist und wer genau an der Störung beteiligt war. Zudem versetzt sie sich in die Perspektive des Schülers, um so die Beweggründe und möglichen Botschaften zu klären und dadurch ein besseres Verständnis für das Verhalten zu entwickeln. Aber auch die möglichen Folgen sind zu klären und das eigene Befinden ist zu erforschen. Denn durch diese Maßnahmen kann sich die Lehrkraft vor möglichen Überreaktionen oder emotionalen Ausbrüchen schützen, die sich dann belastend auf das Lehrer-Schüler-Verhältnis auswirken könnten.
Gespräche
Die zwei Ziele, die eine Lehrkraft während eines Gesprächs erreichen sollte, sind zum einen die Zurechtweisung des Schülers und zum anderen die Klärung der Hintergründe des Störens, sowie im Anschluss das Finden von Lösungen. Laut Nolting (2002) sollte zuerst ein „Ernstes Gespräch“ stattfinden, in dem der Schüler mit seinem Fehlverhalten konfrontiert wird und ihm verdeutlicht wird, dass eine Grenze überschritten ist. Im Folgenden kann dann ein „Problemgespräch“ erfolgen, in dem der Schüler sein eigenes Verhalten beurteilen soll. Er soll somit zum Nachdenken angeregt werden, was dazu führen soll, dass er in Zukunft seine Ziele ohne Störung des Unterrichts meistern kann.
Verhaltensvertrag
Der Verhaltensvertrag stellt ein mögliches Ergebnis des Problemgesprächs dar. In diesem werden die Vereinbarungen, die zwischen Lehrer und Schüler getroffen wurden, verbindlich festgehalten. Diese Methode soll die Umsetzung und den späteren Erfolg erleichtern. Wichtig dabei ist die Begrenzung auf maximal zwei bis drei Ziele, damit der Schüler nicht überfordert wird und ein Erfolgserlebnis schneller erzielt werden kann. Zusätzlich sollte der Vertrag einen Zeitraum beinhalten, in dem der Schüler seine Ziele erreichen muss.
Lernvereinbarung
Im Unterschied zum Verhaltensvertrag werden in der Lernvereinbarung auch die Eltern miteinbezogen. Es findet zunächst ein Gespräch zwischen den drei Parteien statt, in dem nicht nur das Leistungsbild, sondern auch die gesamte Entwicklung und der Lernprozess des Schülers betrachtet und diskutiert werden. Am Ende des Gesprächs sollen verbindliche Absprachen zwischen den Parteien schriftlich in einem Protokollbogen festgehalten werden und durch Unterschriften bekräftigt werden.

### Strategie C
Strategie C findet dann Anwendung, wenn Störungen nur schwer abzustellen sind oder negative Folgen haben. In diesen Fällen sind Konsequenzen oder Sanktionen unumgänglich. Für den richtigen Einsatz ist zu beachten, dass Sanktionen immer in unmittelbaren Zusammenhang mit dem Regelverstoß stehen und somit nachvollziehbar sein müssen. Außerdem sollten sie immer auf den jeweiligen Einzelfall abgestimmt sein und im richtigen Verhältnis zu den Verstößen stehen. Des Weiteren ist auch auf Transparenz zu achten. Das bedeutet, dass die Schüler schon im Voraus über die möglichen Konsequenzen informiert werden müssen, was zum Beispiel durch den Einsatz von Klassenregeln am Beginn des Schuljahrs erfolgen kann. Sanktionen sollten zudem in Form einer „Eskalationsleiter“ angelegt sein. Das heißt, dass die Konsequenzen von klein nach groß stufenweise zunehmen. Beispiele für übliche Sanktionen im Schulalltag können das Abnehmen von Gegenständen, die Abwandlung der Sitzordnung oder das Verteilen von Extra-Arbeiten sein.

### Strategie D
Kommt es in der Klasse zu schwerwiegenden Vorfällen, die sich vor allem in Form von Aggression oder Gewalt äußern kann, muss auf Strategie D zurückgegriffen werden. Bei dieser Maßnahme ist schnelles Handeln von größter Bedeutung, um eventuelle Schäden zu limitieren und Gefahren zu beseitigen. Die hierbei angesprochene Erstreaktion ist nicht nur durch das unmittelbare Einschreiten, sondern auch durch eine Allparteilichkeit und eine emotionale Selbstkontrolle geprägt. Die im weiteren Verlauf auftretende Folgereaktion kann sehr vielseitig sein, was zum Großteil von der Art des Vorfalls abhängt. So ist das zusätzliche Sammeln von Informationen durch Zeugen, das Verweisen auf Regeln oder das Sanktionieren durch unterschiedliche Maßnahmen mögliche Optionen, die in derartigen Situationen eingesetzt werden können.

### Strategie E
Diese Strategie beschreibt die kooperative Bearbeitung von Problemen in der Klasse. Beispiele hierfür sind Klassengespräche, wodurch den Schülern die unterschiedlichen Sichtweisen einer Problematik verdeutlicht werden sollen. Aber auch die Konfliktmoderation und Streitschlichtung, in der Schüler Auseinandersetzungen eigenständig klären können, sind wichtige Maßnahmen. Weitere Maßnahmen sind Programme des sozialen Lernens, Trainingsprogramme zum Aufbau sozialer Kompetenzen und die kooperative Verhaltensmodifikation (KVM nach Redlich & Schley 1978; Redlich 2005). Diese wird auch von Hans-Peter Nolting in seinem Buch Störungen in der Schulklasse beschrieben.

### Mit Tagebüchern gegen Lernfrust
In Deutschland bewirkte der Film Freedom Writers die Gründung des Vereins ChangeWriters, der den Lernerfolg von als „unbeschulbar“ geltenden Schülern durch Verbesserung des Lehrer-Schüler-Verhältnis fördern möchte, u. a. indem den Schülern die Möglichkeit eröffnet wird Tagebücher zu schreiben und zu bestimmen, wer das Tagebuch lesen darf.